# Peribaea leucophaea
Peribaea leucophaea là một loài ruồi trong họ Tachinidae.